# Bauer Media Group
Heinrich Bauer Verlag KG, operante come Bauer Media Group, è un'impresa tedesca multimediale attiva nel settore della stampa, comunicazione digitale, radiofonica e televisiva con sede ad Amburgo.

## Storia
Bauer Media Group opera in tutto il mondo e possiede più di 600 riviste, 50 stazioni radio e TV, oltre a tipografie, servizi postali, di distribuzione e marketing. Bauer ha una forza lavoro di circa 15 000 dipendenti in 14 paesi.
Nel febbraio 2021, Bauer Media Group ha annunciato che avrebbe acquisito l'irlandese Communicorp Group, previa approvazione normativa.
L'acquisizione è stata completata il 1º giugno 2021.
Tra le società controllate ci sono Bauer Media UK, Bauer Publishing UK, Bauer Audio.